# ر. أي. لافتري
ر. أي. لافتري (بالإنجليزية: R. A. Lafferty)‏ (7 نوفمبر 1914، نيولا في الولايات المتحدة - 18 مارس 2002، بروكن أرو في الولايات المتحدة)؛ كاتب وروائي أمريكي.